# Borophagini
 (novembre 2019).
Si vous disposez d'ouvrages ou d'articles de référence ou si vous connaissez des sites web de qualité traitant du thème abordé ici, merci de compléter l'article en donnant les références utiles à sa vérifiabilité et en les liant à la section « Notes et références ».
Tribu
Les Borophagini sont une tribu éteinte de canidés de la sous-famille des Borophaginae. Ces espèces étaient endémiques et répandues dans toute l'Amérique du Nord et l'Amérique centrale, et ont vécu de l'Oligocène jusqu'au Pliocène, il y a 30,8 à 3,6 millions d'années.

## Liste des genres
Selon BioLib (6 août 2020) :
- genre Borophagus Cope, 1892 †
- genre Carpocyon Webb, 1969 †
- genre Epicyon Leidy, 1858 †
- genre Paratomarctus Wang, Tedford, B. E. Taylor, 1999 †
- genre Protepicyon Wang, Tedford, B. E. Taylor, 1999 †